# Туђа жена
Туђа жена (енгл. Another Man’s Wife, а у Немачкој преведен као  ) је амерички порнографски филм из 1998. године. Режирао га је Тони Инглиш (Toni English), а главна глумица је Тејлор Хејс. Филм је у Србији издало београдско предузеће Делпак 2007. године у респектабилном тиражу од 10.000 комада. Осим натписа „Снови постају стварност” нема другог описа на омоту, интерна ознака српског издавача је DVD07013, а каталошки број COBISS.SR-ID 140414988.

## Улоге
| Глумац        | Улога |
| ------------- | ----- |
| Taylor Hayes  |       |
| Johnni Black  |       |
| Tony Tedeschi |       |
| Vince Voyeur  |       |
| Derrick Lane  |       |